# 牧内莉亜
牧内 莉亜（まきうち りあ、2002年3月17日 - ）は、日本のタレント、女優。愛知県出身。スターダストプロモーション所属。

## 略歴

### 2015年
- スターダストプロモーションが主催する、スクールガールズオーディション2015に参加し合格し、事務所に所属する。
- 8月9日、スターダスト芸能3部営業所祭りが開催。事務所所属後、初めてのステージに立つ。
- 10月25日、スターダスト芸能3部営業所祭り～せんだい萩のまい～に出演。初めてラジオ収録に挑む。

### 2016年
- 3月27日、メ～テレ春まつり SAKURA FES. 2016に出演。
- 9月3日・4日、川崎市アートセンターアルテリオ小劇場にて、少女劇団いとをかし第5回公演に出演する[2]。彼女にとって初めての舞台である。
- 11月13日、横浜アリーナにて開催された、チームしゃちほこの単独公演「TEAM SYACHIHOKO THE LIVE ROAD to 笠寺 colors at 横浜アリーナ」に、バックダンサーとして出演。

### 2017年
- 2月4日・5日、川崎市アートセンターアルテリオ小劇場にて、少女劇団いとをかし第6回公演に出演する[3]。
- 3月21日、名古屋市総合体育館（日本ガイシホール）にて開催された、チームしゃちほこの単独公演「TEAM SYACHIHOKO THE LIVE ROAD to 笠寺 おわりとはじまり at 日本ガイシホール」に参加。オープニングではローラースケートを履き、華麗な舞いを披露。バックダンサーとしても参加する。
- 6月25日、大高緑地公園にて開催された、チームしゃちほこ主催のSYACHI FES 2017に出演。
- 9月2日・3日、川崎市アートセンターアルテリオ小劇場にて、少女劇団いとをかし第7回公演に出演する[4]。

### 2018年
- 1月8日、HMV池袋エソラにて開催された、少女劇団いとをかしトークショーに出演[5]。2018年の抱負を『進年』とし、想いを語った。
- 2月10日・11日・12日、川崎市アートセンターアルテリオ小劇場にて、少女劇団いとをかし第8回公演に出演する。
- 2月17日、TBS系列火曜ドラマ『花のち晴れ〜花男 Next Season〜』の出演が公表される。彼女にとって、民放連続ドラマ初出演である。
- 2月27日、舞台『エグ女』の公演が始まり、4公演に出演する[注釈 1]。
- 8月18日・19日、川崎市アートセンターアルテリオ小劇場にて、少女劇団いとをかし第9回公演に出演する。

### 2019年
- 7月31日、モデルとして参加した池永康晟の作品集『池永康晟画集 少女百遍の鬱憂』が発売される[6]。

### 2020年
- 8月29日・30日、スターダストプロモーション制作3部のティーン部門から、女優志望が集結し結成した劇団「Do It Over」の第1回公演に出演[7][注釈 2]。
- 9月22日、組長祭2020《第二部》女・組長祭にDo It Overの一員として出演[8]。

### 2022年
- 1月28日、SUPER BEAVER「東京」のMVに出演[9]。
- 5月21日、テレビ朝日『俺の可愛いはもうすぐ消費期限!?』第6話に出演。
- 6月12日、ミス慶應コンテスト2022のファイナリストに選出される[10]。
- 11月19日、ミス慶應コンテスト2022ファイナリストの活動を辞退[11][12]。

## 人物
- 滝高等学校、慶應義塾大学文学部卒業。
- 出身地である名古屋の名物では味噌煮込みうどんが好物。
- 特技はピアノ[13]。
- 憧れの女優は北川景子[14]。
- 好きな曲は西内まりあの「ありがとうForever...」[15]。
- 趣味は音楽鑑賞で、お気に入りはヴァイオリニストの水野紗希[16]。
- 好きな教科は数学[17]。
- 小学6年生のときに原宿でスカウトされたことがある[18]。

## 出演

### テレビドラマ
- 花のち晴れ〜花男 Next Season〜（2018年4月17日 - 6月26日、TBS） - 神田麻美 役 [19]

### 舞台
- 少女劇団いとをかし
  - 第5回公演『46がくれた君のこえ～夏～』（2016年9月3日・4日）[20]
  - 第6回公演『ブのカツのハナシ』（2017年2月4日・5日）[21]
  - 第7回公演『私と日記を巡る、いくつかの物語』（2017年9月2日・3日）[22]
  - 第8回公演『ど・ヤンキーmeetsザ・ギャル』（2018年2月10日 - 12日）[23]
  - 第9回公演『夢の中の恋人といちごの関係？』（2018年8月18日・19日）[24]
- エグ女（2018年2月27日・28日・3月1日・4日）[25]
- Do It Over 第1回公演『ちゅうちゅうちゅーーう（血）』（2020年8月29日・30日）[7]

### 書籍
- 近代映画社「BIG ONE GIRLS」2018年3月号 NO.043[26]
- KADOKAWA「ザテレビジョン」2018年5/18号[27]
- 学研プラス「TV LIFE」11号[28]
- ワニブックス「UTB:h (ヒロイン) vol.3 2018 SPRING」（アップトゥボーイ 2018年 6月号 増刊）
- 池永康晟画集 少女百遍の鬱憂（玄光社）2019年7月[6]

### その他
- 進研ゼミ高校講座「高2 My Vision」[29]

- ときめき♡宣伝部「すきっ！」MV[30]

- SUPER BEAVER「東京」MV[9]
- 中沢乳業2022カレンダー[31]